# Loi marocaine no 17-97
Lire en ligne

B.O. n° 4778 page 136

Au Maroc, la loi n° 17-97 est le texte législatif qui organise la protection de la  Propriété industrielle et commerciale.